# Инженерна етика
Инженерната етика представлява раздел от приложната етика и система от морални принципи, които се използват в практиката на инженерната дейност. Тя определя задълженията на инженерите пред обществото, клиентите им и професията си. Изучавана като учебна дисциплина, тя е тясно свързана с философията на науката, инженерната философия и етиката на технологиите. 

## Основни принципи
- Инженерите при изпълнението на професионалните си задължения да поставят на първо място безопасноста на хората, здравето и благополучието им.[1]
- Специалистът трябва да поставя на първо място в работата си благополучието на гражданите.
- Инженерите трябва да оказват услуги само в областта на своите компетенции.
- Инженерите трябва да правят публични изявления само по обективен и правдив начин.
- Инженерите трябва да действат по професионалните въпроси за всеки работодател или клиент като надеждни изпълнители и без конфликт на интереси.
- Инженерите не трябва да се конкурират недобросъвестно с колегите си.
- Инженерите трябва да проявяват нетърпимост към корупцията и мошеничеството.
- Инженерите трябва да продължават своето професионално развитие по време на цялата си кариера и трябва да дават възможност за професионално развитие на инженерите, намиращи се под тяхно ръководство.